# Tiếng Estonia
Tiếng Estonia (eesti keel [ˈeːsti ˈkeːl] ⓘ) là ngôn ngữ chính thức của Cộng hòa Estonia, được nói như bản ngữ bởi chừng 922.000 người tại Estonia và 160.000 kiều dân Estonia. Nó thuộc về nhóm Finn của hệ ngôn ngữ Ural.

## Phân loại
Tiếng Estonia thuộc về chi nhánh Finnic của ngữ hệ Ural, cùng với tiếng Phần Lan, tiếng Karelia và các ngôn ngữ khác gần đó. Các ngôn ngữ Ural không thuộc về ngữ hệ Ấn-Âu. Tiếng Estonia có liên quan đến tiếng Hungary và tiếng Sami.
Tiếng Estonia bị ảnh hưởng bởi tiếng Thụy Điển, tiếng Đức (ban đầu là Hạ Trung Đức, là ngôn ngữ lingua franca của Liên đoàn Hanseatic và đã được phát âm trong khu vực được biết đến ngày nay là Estonia bởi một cộng đồng người Mông cổ ở Đức và sau đó là tiếng Đức chuẩn) và tiếng Nga, mặc dù nó không liên quan đến chúng về mặt về hệ ngôn ngữ.
Giống như tiếng Phần Lan và tiếng Hungary, tiếng Estonia chủ yếu là ngôn ngữ chấp dính, nhưng khác với các ngôn ngữ kia, nó đã mất tính hòa hợp nguyên âm, các nguyên âm phía trước chỉ xuất hiện trên âm tiết đầu hoặc âm tiết, mặc dù trong các văn bản cổ xưa, sự hài hòa nguyên âm vẫn có thể được nhận ra. Hơn nữa, việc mất của các âm thanh cuối từ khá nhiều, và điều này đã làm cho hình thái biến dạng của nó trở nên rõ ràng hơn nhiều so với phần còn lại của ngôn ngữ, đặc biệt là đối với danh từ và tính từ có tính từ. Anh ngữ, nhưng thứ tự cơ bản là đối tượng-động từ-động từ.

## Lịch sử
Hai ngôn ngữ lịch sử khác của Estonia (đôi khi được coi là tiếng địa phương), ngôn ngữ Bắc và Nam Estonia, dựa trên tổ tiên của người Estonina hiện đại di cư vào lãnh thổ của Estonia ít nhất là hai làn sóng khác nhau, cả hai nhóm phương ngữ Finnic khác nhau đáng kể. Tiếng Estonia tiêu chuẩn hiện đại đã phát triển dựa trên các phương ngữ của Bắc Estonia.
Ngữ pháp tiếng Estonia xuất bản trong Reval năm 1637 bởi Heinrich Stahl
Các văn bản cổ nhất của các ngôn ngữ Finnic của Estonia ngày từ thế kỷ 13. Xuất phát từ Livoniae trong Biên niên sử của Henry of Livonia có chứa tên tiếng Estonia, từ và các mảnh của câu.

## Văn học Estonia
Những mẫu vật còn sót lại của Estonia (phía bắc) được kết nối là cái gọi là những lời cầu nguyện Kullamaa từ năm 1524 đến 1528. Năm 1525 cuốn sách đầu tiên được xuất bản bằng tiếng Estonia đã được in. Cuốn sách là bản thảo của Lutheran, không bao giờ đến người đọc và đã bị phá hủy ngay sau khi xuất bản.
Cuốn sách Estonian còn sót lại đầu tiên là bản dịch song ngữ tiếng Đức-Estonia của giáo lý Lutheran của S. Wanradt và J. Koell đến năm 1535, trong thời kỳ Cải cách Tin Lành. Sách ngữ pháp của Estonia được các linh mục sử dụng đã được in bằng tiếng Đức năm 1637. Tân Ước đã được dịch sang tiếng Nam Estonia vào năm 1686 (phía Bắc Estonia, 1715). Hai ngôn ngữ này được thống nhất dựa trên phía bắc của tiếng Estonia bởi Anton thor Helle.
Các tác phẩm bằng tiếng Estonia đã trở nên có ý nghĩa hơn trong thế kỷ 19 trong Thời kỳ Khai sáng (Estophile Enlightenment Period) (1750-1840).
Sự ra đời của văn học Estonia chính là trong các năm 1810 đến 1820 khi những bài thơ yêu nước và triết học của Kristjan Jaak Peterson đã được xuất bản. Peterson, người là sinh viên đầu tiên của Đại học Dorpat ở Đức, đã thừa nhận nguồn gốc tiếng Estonia của mình, thường được coi là người báo cáo về văn học quốc gia của Estonia và là người sáng lập nên thơ Estonian hiện đại. Sinh nhật của ông, ngày 14 tháng 3, được tổ chức tại Estonia vào ngày Tiếng Mẹ đẻ.